# Izsák
Izsák este un oraș în districtul Kiskőrös, județul Bács-Kiskun, Ungaria, având o populație de 5.848 de locuitori (2011). 

## Demografie
Componența etnică a orașului Izsák
     Maghiari (97,69%)
     Romi (1,52%)
     Necunoscut (0,15%)
     Alții (0,64%)
Componența confesională a orașului Izsák
     Romano-catolici (54,04%)
     Reformați (16,89%)
     Fără religie (9,01%)
     Necunoscută (18,66%)
     Alte religii (2,77%)
Conform recensământului din 2011, orașul Izsák avea 5.848 de locuitori. Din punct de vedere etnic, majoritatea locuitorilor (97,69%) erau maghiari, cu o minoritate de romi (1,52%). Apartenența etnică nu este cunoscută în cazul a 0,15% din locuitori.  Din punct de vedere confesional, majoritatea locuitorilor (54,04%) erau romano-catolici, existând și minorități de reformați (16,89%) și persoane fără religie (9,01%). Pentru 18,66% din locuitori nu este cunoscută apartenența confesională.